# Carlo Becchi
Carlo Maria Becchi (Torino, 20 ottobre 1939) è un fisico italiano.

## Biografia
Ha studiato all'Università di Genova, dove ha conseguito la sua laurea in Fisica nel 1962. Dal 1976 al 2012 ha ricoperto la cattedra di fisica teorica all'università di Genova. Ha ricoperto inoltre il ruolo di preside della facoltà due volte (la prima nel 1983). Dal 1997 al 2003 è stato direttore del comitato teorico dell'Istituto nazionale di fisica nucleare (INFN).
Becchi ha iniziato con l'analisi dell'effetto fotoelettrico in fisica nucleare (argomento della sua tesi). Negli anni sessanta ha lavorato sui quark e sulla simmetria unitaria associata. Dal 1971 ha lavorato sulla teoria di rinormalizzazione dei campi. Becchi è diventato conosciuto nell'ambiente accademico per il suo sviluppo, assieme a Raymond Stora a Alain Rouet del formalismo BRST, un metodo di quantizzazione dei sistemi con condizioni secondarie, come la teoria di gauge. Grazie a questo lavoro ha ricevuto nel 2009, assieme a Stora, Rouet, e Igor Tyutin, il premio Dannie Heineman per la fisica matematica. Dal 1991 al 2011 è stato editor supervisore per la rivista Nuclear Physics B.

## Pubblicazioni selezionate
- con Giovanni Ridolfi: Introduction to relativistic processes and the standard model of electroweak interactions, Springer 2005
- con Rouet, Stora: The Abelian Higgs-Kibble-Model. Unitarity of the S-Operator, Physics Letters B, Vol.52, 1974, p. 344